# Камарго Гварніері
Моцарт Камарго Гварніері (згідно з правилами транскрипції точніша передача прізвища: Камаргу порт.-браз. Mozart Camargo Guarnieri порт.-браз. Mozart Camargo Guarnieri; (1 лютого 1907 , Tietêd, Сан-Паулу  — 13 січня 1993 , Сан-Паулу )) — бразильський диригент, композитор, музичний та громадський діяч, педагог, учень Л. Бальді та М. де Андраде . Один із найрезультативніших та найвиконаніших композиторів Бразилії після Ейтора Віла-Лобоса .

## Ім'я Моцарт
Батьки батька прибули до Бразилії з Італії, точніше Сицилії в 1895 (або 1885 ) році і в написання прізвища додали «i», щоб уникнути уявного зв'язку з відомим скрипковим майстром Гварнері . Батько майбутнього композитора, Мігел Гварніері (Miguel Guarnieri), влаштувався в Тієте, де відкрив перукарню і познайомився зі своєю майбутньою дружиною Жесією де Арруда Камаргу Пентеаду (Géssia de Arruda Camargo Penteado), що походила з багатого шляхетного роду, заснованого 400 років тому шукачем пригод із Іспанії та індіанкою. Мігел Гварніері був палким шанувальником опери і старшого зі своїх 10 дітей назвав Моцартом, а трьом молодшим синам дав імена Россіні, Белліні та Верді . У зрілі роки, ставши композитором і усвідомивши значення свого імені, Камаргу Гварніері перестав його використовувати, щоб, за власними словами, «не ображати Майстра»  .

## Біографія
Народився 1 лютого 1907 року в Тієті. У 7-річному віці пішов до школи, але закінчив лише два класи початкового навчання. Про дитинство відгукувався, як про найщасливіші часи життя. Батько всіма силами допомагав синові досягти того, чого не зміг реалізувати. Надія на те, що вся вкладена в сина енергія дасть результат, стала причиною переїзду родини в Сан-Паулу в 1922 році (у 15-річному віці), де була можливість навчання у найкращих викладачів. У Сан-Паулу протягом 3 років брав уроки фортепіано в Ернані Брага (Ernani Braga), після чого вибрав іншого педагога — Антоніу де Са Перейра (Antonio de Sá Pereira). Ігри на флейті та скрипці навчав батько. Велику користь у розвитку надало виконання творів для фортепіано всіх композиторів в алфавітному порядку від А до С: Баха, Шопена, Моцарта, Рахманінова та інших. Був штатним піаністом у кінотеатрі, де часом батько акомпанував на контрабасі чи флейті, після чого до 3 чи 4 години ранку грав у кабаре .
Всупереч інформації, що зустрічається в деяких джерелах, ніколи не навчався в жодній консерваторії . У 1926 році познайомився з італійським диригентом Ламберто Бальді (Lamberto Baldi, сам Гуарньєрі вимовляв по-португальськи «Балді»), який 5 років (1926—1930) навчав гармонії, контрапункту, фузі та оркестровці. На вимогу Бальді освоїв клавішні інструменти симфонічного оркестру: фортепіано, челесту, а також ксилофон   . На приватних уроках з Бальді (щонайменше з Брагою та Перейрою) здобув сучасну та спеціальну освіту, яка була недоступна в Консерваторії Сан-Паулу на той час . У березні 1928 року при першій зустрічі з молодим композитором Маріу де Андраде переконався у близькості його музики та своєї теорії національної культури, вирішив надавати йому всебічну підтримку. Незабаром ідеолог бразильської культурної ідентичності уклав з Бальді угоду: диригент продовжив навчання молодого таланту технічним прийомам, сам Андраде зайнявся естетичною та загальнокультурною спрямованістю  . Ці два педагоги справили вирішальний вплив формування Гуарньери як композитора.
У 1928 році почалася педагогічна кар'єра в Консерваторії Сан-Паулу (Conservatório Dramático e Musical de São Paulo) за класом фортепіано та акомпанементу, що тривала в тому закладі по 1933 рік . Протягом 3 років навчався на філософському факультеті (1928—1930)  . 27 травня 1935 року в рамках проведення Тижня сучасного мистецтва відбулося перше публічне виконання творів композитора, коли були представлені Перша соната для віолончелі та фортепіано (1930), деякі пісні та понтею (Ponteios — прелюдії з 1-го тому, створені в 1935 році). 1935 роках), Перший струнний квартет (1932) за участю Закаріаса Аутуорі  . У тому ж 1935 році обійняв посаду художнього керівника і диригента Хора Сан-Паулу (Coral Paulistano), вводячи до його репертуару, головним чином, твори бразильських композиторів з текстами португальською мовою, що було рідкістю в ті часи  .
У 1938 році після перемоги в конкурсі здобув стипендію і для вдосконалення навичок вирушив до Парижа, де наново став вивчати контрапункт, фугу і композицію під керівництвом Шарля Кеклена, управління оркестром і хором з Франсуа Рюльманом (François Ruhlmann9) до повернення до Бразилії у листопаді 1939 року . У 1942 році вперше відвідав США, де пробув півроку. У 1945 році став одним із засновників Бразильської академії музики (Academia Brasileira de Música), обравши патроном крісла № 23 Леопольда Мігеса (Leopoldo Miguéz); обійняв посаду художнього керівника та головного диригента Муніципального симфонічного оркестру Сан-Паулу  . Після смерті Віла-Лобоса в 1959 році став почесним президентом Бразильської академії музики  . З 1956 по 1960 був радником з питань музики при міністрі освіти і культури Кловіс Салгаду в уряді Жуселіну Кубічека, розробив план музичної освіти в Бразилії  .
Гастролював країнами Європи та США як диригент. Був активним діячем у галузі освіти, а також видатним представником бразильської національної композиторської школи. У 1958 році на особисте запрошення Дмитра Шостаковича увійшов до складу журі першого Міжнародного конкурсу імені П. І. Чайковського  . Був особисто знайомий з Арамом Хачатуряном та підтримував творчі зв'язки з Сергієм Кусевицьким та Мстиславом Ростроповичем . У 1975 році обійняв посаду художнього керівника і диригента створеного ним самим Симфонічного оркестру університету Сан-Паулу (Orquestra Sinfônica da Universidade de São Paulo), яку обіймав до 1992   . Викладаючи композицію, створив власну композиторську школу, серед учнів якої виділяються Ожвалду Ласерда (Osvaldo Lacerda), Сержіу де Васконселус-Корея (Sérgio de Vasconcellos-Corrêa), Аілтон Ескобар (Aylton Escobar), Алмейду Праду (Almejdo Pradu) Nobre)  .
Помер 13 січня 1993 року в Сан-Паулу.

## Творчість
Всупереч наполяганням батька, не виявляв жодного інтересу до уроків з теорії музики. Імпровізація стала початком творчого розвитку та справила визначальний вплив на музику композитора, що характеризується плинністю та спонтанністю. З дитячих імпровізацій в 11 років (1918) народилася перша п'єса Гуарньєрі — вальс «Мрія художника» (Sonho de Artista, перша публікація Casa Mignon, Сан-Паулу, 1920)  . Публікація вальсу 13-річного композитора Моцарта Гуарньєрі була удостоєна доброзичливої, захопленої та втішної критики. У 1929 році було створено перший твір для оркестру — «Дитяча сюїта» (Suíte Infantil para Piano)  . У 1928 році у 21-річному віці був автором створених під керівництвом Бальді творів, що мали характерні риси бразильського фольклору: «Бразильського танцю» (Dança Brasileira) та 1-ї сонатини для фортепіано. Частини 1-ї сонатини на відміну від загальноприйнятих правил були позначені не італійською, а португальською мовою .
Гварніері чинив опір тому, щоб його іменували «фольклорним» композитором, воліючи визначення «національний композитор»  . Незважаючи на те, що у вітчизняній критиці прийнято вважати, що Камарго Гварніері дотримувався фольклорного спрямування, за словами композитора, його твори національного характеру не є фольклорними — це твори академічної музики, створені за мотивами бразильської народної музики. Наприклад, як і Віла-Лобос, Гварніері створив серію шору для солюючих інструментів з оркестром (для кларнета, фагота, флейти, фортепіано, гітари, віолончелі, скрипки) та окремо Choro Torturado  . У цих творах відтворювалися ритми та мотиви популярного бразильського танцювального жанру шору. «Чорний танець» (Dança Negra, 1946; авторські транскрипції для оркестру 1947 року та для  2-х фортепіано 1948 року) був написаний за враженнями від церемонії ритуалу кандомбле, на якій композитор був присутній разом з Жоржі Амаду в 1937 році в Баїя.

## Твори
Творча спадщина композитора включає близько 700 творів різних жанрів, серед яких дві опери, 7 симфоній, 6 концертів для фортепіано з оркестром, два концерти для скрипки з оркестром, 5 сюїт, 3 струнні квартети. Серед сонат: 1 для фортепіано, 1 для гітари та фортепіано, 7 для скрипки та фортепіано, 3 для віолончелі та фортепіано. Сонатини: 8 для фортепіано, 1 для флейти та фортепіано, 1 для скрипки та фортепіано. 1 тріо для скрипки, віолончелі та фортепіано; 1 тріо для скрипки, гітари та віолончелі. 10 вальсів для фортепіано  . До найвідоміших і найчастіше виконуваних творів відносяться 50 понтею для фортепіано (тобто прелюдій — Ponteios para Piano). Залишив по собі багато пісень, написаних, зокрема, на тексти Маріу де Андраде та свого брата Россіні Камаргу Гуарньєрі, який був відомим свого часу письменником та поетом.

### Кантанти
- «Смерть льотчика» (A morte do aviador) [24]

### Музичні поеми
- 1947 — «Уйрапуру» (Uirapuru)

### Опери
- 1932 — «Невдаха Педру» (Pedro Malazarte), лібретто Маріу де Андраде, прем'єра в Міському театрі Ріо-де-Жанейро (1952)
- 1960 — «Самотній» (Um Homem Só / Solitário [24]), лібретто Джанфранческо Гуарнієрі, прем'єра в Міському театрі Ріо-де-Жанейро (1962)

## Родина
- Лавінія (Lavínia) — перша дружина
  - Маріу — син
    - Маріу — онук
- Аніта (Anita) — друга дружина
  - Міріам — дочка
- Віра (Vera Silvia Camargo Guarnieri) — дружина
  - Таня — дочка, бразильська скрипалька